# Qusin
Qusin (àrab: قوصين, Qūṣīn) és un vila palestina de la governació de Nablus, a Cisjordània, al nord de la vall del Jordà, 8 kilòmetres a l'oest de Nablus. Segons l'Oficina Central Palestina d'Estadístiques tenia 1.734 habitants en 2006.